# 뭉뚝주둥이큰도마뱀붙이
뭉뚝주둥이큰도마뱀붙이(Rhacodactylus trachyrhynchus)는 러프스나우트 자이언트 게코(rough-snouted giant gecko), 그레이터 러프스나우트 게코(greater rough-snouted gecko), 터프스나우트 게코(tough-snouted gecko)라고도 불리며, 누벨칼레도니에 서식하는 도마뱀붙이류 멸종위기종이다.

## 형태
주둥이는 뭉뚝하고, 넓적한 비늘로 뒤덮여 거칠다. 발가락은 넓적하고 꼬리로 매달릴 수 있다. 뭉뚝주둥이는 녹회색, 갈색, 흰색이 어우러져 점박이무늬가 나있다. 체장(BDL)은 평균 19cm에 달하는 중대형 도마뱀붙이류이며, 꼬리의 길이는 몸길이와 거의 비슷하다.

## 습성
뭉뚝주둥이는 야행성이며, 밤에 사냥하고 낮에 피난처에서 숨어지낸다. 삼림에 서식하며, 대개 열대, 아열대 지역에서 발견되지만 온대 지역에서도 발견된다. 난태생하기 때문에 같은 속의 다른 종들보다 번식률이 낮다. 뭉뚝주둥이는 같은 속의 다른 종들처럼 잡식동물이다. 주로 곤충과 과일을 먹으며, 그 밖에도 작은 도마뱀, 둥지의 새, 설치류를 잡아먹는다.

## 분포
뭉뚝주둥이는 누벨칼레도니의 몇몇 좁은 영역에만 서식한다. 남부주(:en:South Province, New Caledonia), (북부주(:en:North Province, New Caledonia), 특히 일데팡(:en:Ile des Pins), 그랑드테르(:en:Grande Terre (New Caledonia)), 누벨칼레도니 본섬에 드문드문 서식하는 개체군이 존재한다. 총149 km2 의 영역을 차지하며, 고도는 해발 0-500 미터에 이른다.
뭉뚝주둥이에 대한 정확한 개체군 현황은 알려지지 않았지만, 범위와 규모가 다양한 이유로 축소되고 있다. 그 중 하나는 서식지 감소인데, 특히 자연적인 화재, 돼지 따위의 서식지를 파괴하는 덩치 큰 동물, 농경지를 만들기 위해 숲을 없애는 사람 따위가 큰 위협이 된다. 게다가 설치류와 고양이가 서식지로 도입되었는데, 이 녀석들은 도마뱀붙이를 사냥한다. 전기개미(:en:Wasmannia auropunctata) 따위의 불개미류도 위험하다. 어떤 곳에서는 뭉뚝주둥이를 불법으로 밀렵하여 거래하며, 때로는 애완동물로 키운다. 뭉뚝주둥이의 서식지 중 일부는 보호받고 있지만, 이 녀석들을 위한 실질적인 조치는 없다. 개체수가 줄어드는데다 서식영역이 좁아터졌기 때문에 IUCN 적색 목록에 등록되었으며 Endemia.nc는 취약종으로 평가하였다.

## 번식
리치도마뱀붙이속에서 뭉뚝주둥이와 뭉툭주둥이는 새끼를 낳으며, 나머지 둘은 알을 낳는다. 가끔 사육되기도 하며, 교목성(en:arboreal) 종으로서 위아래로 길쭉한 테라리움에서 사육해야 한다. 수컷은 따로 사육하거나, 암컷 한두 마리와 함께 번식쌍(breeding pair)으로 사육하여야 한다. 수컷을 같이 두면 싸우지만, 암컷은 사회적이며 같이 둬도 싸우지 않는다.

## 분류
1873년에 호세 비센테 바르보사 뒤 보카쥬(en:José Vicente Barbosa du Bocage)가 종 기술(en:species description)을 발표하였다. 조르주 불랑제가 1878년에 처음으로 Chameleonurus trachycephalus라는 종으로 기재한, 아종으로 분류된 개체군은 오늘날 Rhacodactylus trachycephalus라는 종으로 개명되었다.